# Ли Гибэк
Ли Гибэк (кор. 이기백; 21 октября 1924, Чонджу — 2 июня 2004, Сеул) — один из ведущих историков Кореи. 

## Биография
Родился в Чонджу, окончил школу Осан в 1941 году и Сеульский национальный университет в 1947 году.
Самая известная научная работа Ли Гибэка — «История Кореи: новая трактовка», которая была впервые опубликована в 1967 году и пересмотрен в дальнейшем. Тем не менее, его работы в настоящее время подвергается критике как расширение колониальной истории политики со стороны Японии. Его научный руководитель — известный корейский историк Ли Бёндо.
Его сын Ли Инсон — современный корейский писатель.